# Принц-привид
«Принц-привид» — радянський художній фільм 1990 року, знятий режисером Сапармухаммедом Джаллиєвим на кіностудії «Туркменфільм».

## Сюжет
За мотивами новел Вашингтона Ірвінга. Ще дитиною принц Ахмет був ув'язнений у замок владолюбним султаном. Коли принц підріс, султан зі страху втратити престол наказав візиру будь-яким способом позбутися юнака…

## У ролях
- Олена Паршина — Ясамін, принцеса
- Рустам Уразаєв — Ахмет, принц
- Еммануїл Віторган — візир
- Михайло Свєтін — султан
- Курбан Кельджаєв — Бахтіяр, начальник варти
- Катерина Урманчеєва — Біяна, подруга принцеси
- Артик Джаллиєв — старий водонос
- Ментай Утепбергенов — наставник принца
- Піркулі Атаєв — епізод
- Аман Реджепов — епізод
- Сапар Одаєв — епізод
- Аман Одаєв — епізод
- Ягшимурад Акиєв — епізод
- О. Байрамов — епізод
- Оразберди Арриков — глашатай
- Оразмурад Гуммадов — епізод
- Гельди Сейдієв — стражник-тюремник
- Тетяна Рустамова — епізод
- Енвер Аннакулієв — епізод
- Аман Байрамбердиєв — епізод
- Ораз Амангельдиєв — епізод
- Чари Ішанкулієв — епізод
- Чари Ходжанов — епізод
- Мерген Ніязов — епізод
- Імамберди Суханов — пастух-ошуканець
- Азіз Нурмухамедов — епізод
- Аннамурад Сапармухаммедов — епізод
- Джума Бердиєв — водонос
- Байрам Садиков — епізод
- Аннасеїд Аннамурадов — епізод

## Знімальна група
- Режисер — Сапармухаммед Джаллиєв
- Сценарист — Володимир Федосєєв
- Оператор — Юхим Любінський
- Композитор — Євген Геворгян
- Художник — В'ячеслав Капленко